# ラファエル・エデュアルト・リーゼガング

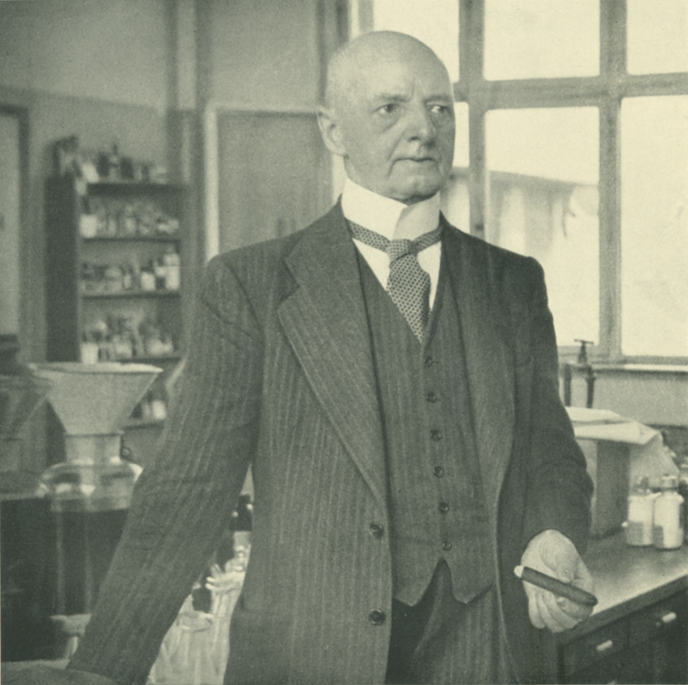
ラファエル・リーゼガング

ラファエル・エデュアルト・リーゼガング（Raphael Eduard Liesegang、1869年11月1日 - 1947年11月13日）は、ドイツの化学者、写真家、起業家。エルバーフェルド出身。
1896年、二クロム酸カリウムを含ませたゼラチンゲルと硝酸銀溶液を用いてリーゼガング現象を発見した。